# Douglas Vieira
Douglas Eduardo Vieira (Londrina, 17 de junio de 1960) es un deportista brasileño que compitió en judo.
Participó en los Juegos Olímpicos de Los Ángeles 1984, obteniendo una medalla de plata en la categoría de –95 kg. Ganó una medalla de plata en el Campeonato Panamericano de Judo de 1984.

## Palmarés internacional
| Juegos Olímpicos        | Juegos Olímpicos             | Juegos Olímpicos | Juegos Olímpicos |
| Año                     | Lugar                        | Medalla          | Categoría        |
| ----------------------- | ---------------------------- | ---------------- | ---------------- |
| 1984                    | Los Ángeles (Estados Unidos) | Medalla de plata | –95 kg           |
| Campeonato Panamericano |                              |                  |                  |
| Año                     | Lugar                        | Medalla          | Categoría        |
| 1984                    | Ciudad de México (México)    | Medalla de plata | –95 kg           |